# Royal Arena
El Royal Arena es una arena deportiva multiusos situada en Ørestad, Copenhague en Dinamarca. El comienzo de las obras fue el día 26 de junio de 2013 y la apertura se realizó el 3 de febrero de 2017. La capacidad del recinto va desde los 12.500 a 16.000 espectadores.

## Historia

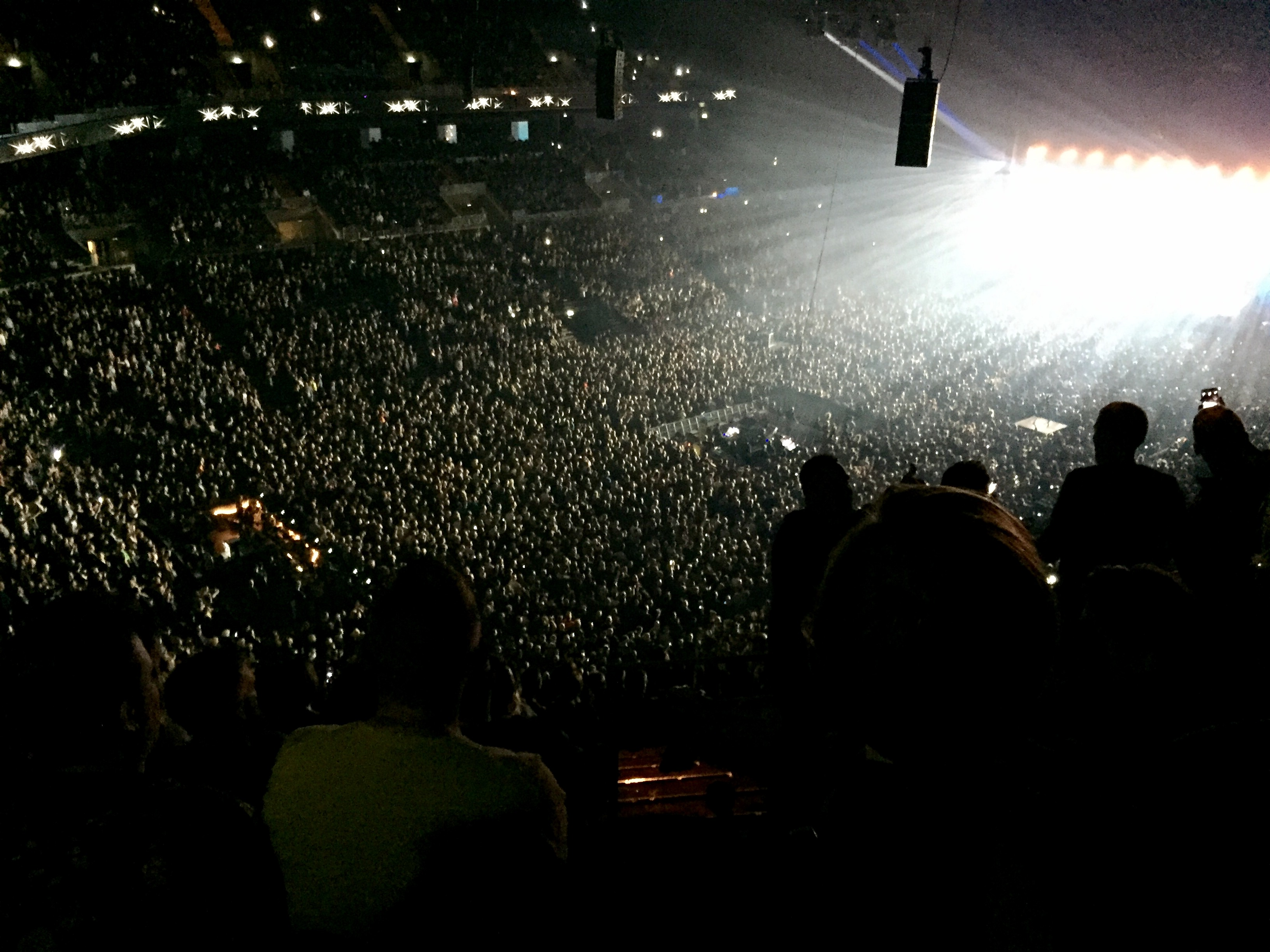
Interior del Royal Arena durante un concierto en 2017.

El proyecto del Royal Arena fue presentado el 23 de septiembre del 2011, con la finalidad de que el recinto pudiese albergar eventos como el Festival de la Canción de Eurovisión, Disney on Ice o el Cirque du Soleil, ya que la ciudad no contaba con recintos del tamaño de estos eventos, puesto que el Parken Stadion era muy grande y otros recintos como el Brøndbyhallen, eran muy pequeños.
El diseño de la arena fue presentado el 7 de junio de 2012, hecho por 3XN, HKS, Inc., Arup, ME Engineers y Planit; el diseño fue claramente nórdico y fue patrocinado por la cervecería danesa "Royal Unibrew".

## Eventos
- Fortnite FNCS Global (13-10-23)

| Fecha                   | Artista/s            | Evento                                  | Acto de Apertura                    |
| 2017                    | 2017                 | 2017                                    | 2017                                |
| ----------------------- | -------------------- | --------------------------------------- | ----------------------------------- |
| 3 de febrero            | Metallica            | WorldWired Tour                         | Hatesphere                          |
| 7 de febrero            | Metallica            | WorldWired Tour                         | I'll Be Damned                      |
| 9 de febrero            | Metallica            | WorldWired Tour                         | Defecto                             |
| 20 de febrero           | The Weeknd           | Starboy: Legend of the Fall Tour        | Lil Uzi Vert                        |
| 7 de marzo              | Drake                | Boy Meets World Tour                    | dvsn                                |
| 9 de mayo               | John Mayer           | The Search for Everything World Tour    | Andreas Moe                         |
| 18 de mayo              | Bruno Mars           | 24K Magic World Tour                    | Anderson Paak                       |
| 5 de junio              | Aerosmith            | Aero-Vederci Baby! Tour                 | N/A                                 |
| 15 de junio             | Celine Dion          | Celine Dion Live 2017                   | Véronic DiCaire                     |
| 27 de junio             | Arctic Monkeys       | Tranquility Base Hotel & Casino Tour    | Cameron Avery                       |
| 2 de septiembre         | Metallica            | WorldWired Tour                         | Aphyxion                            |
| 24 de septiembre        | Sting                | 57th & 9th Tour                         | N/A                                 |
| 4 de noviembre          | Gorillaz             | Humanz Tour                             | Little Simz                         |
| 22 de noviembre         | Queen + Adam Lambert | Queen + Adam Lambert Tour 2017–2018     | N/A                                 |
| 29 de noviembre         | Scorpions            | Crazy World Tour 2017-2020              | N/A                                 |
| 2018                    |                      |                                         |                                     |
| 9 de enero              | Depeche Mode         | Global Spirit Tour                      | Pumarosa                            |
| 25 de febrero           | The Killers          | Wonderful Wonderful World Tour          | N/A                                 |
| 1 de marzo              | Kendrick Lamar       | The Damn Tour                           | James Blake                         |
| 19 de marzo             | Harry Styles         | Harry Styles: Live on Tour              | Mabel                               |
| 1 de junio              | Ramin Djawadi        | Game of Thrones Live Concert Experience | N/A                                 |
| 3 de junio              | Enrique Iglesias     | All the Hits Live                       | N/A                                 |
| 5 de junio              | Iron Maiden          | Legacy of the Beast World Tour          | N/A                                 |
| 8 de junio              | Katy Perry           | Witness: The Tour                       | Tove Styrke                         |
| 27 de junio             | Arctic Monkeys       | Tranquility Base Hotel & Casino Tour    | Cameron Avery                       |
| 4 de agosto             | Justin Timberlake    | Man of the Woods Tour                   | The Shadowboxers                    |
| 5 de agosto             | Justin Timberlake    | Man of the Woods Tour                   | The Shadowboxers                    |
| 10 de agosto            | Roger Waters         | Us + Them Tour                          | N/A                                 |
| 11 de agosto            | Roger Waters         | Us + Them Tour                          | N/A                                 |
| 29 de septiembre        | U2                   | Experience + Innocence Tour             | N/A                                 |
| 30 de septiembre        | U2                   | Experience + Innocence Tour             | N/A                                 |
| 14 de octubre           | Shania Twain         | Now Tour                                | N/A                                 |
| 30 de noviembre         | Paul McCartney       | Freshen Up Tour                         | N/A                                 |
| 4 de diciembre          | Mariah Carey         | All I Want for Christmas Is You         | N/A                                 |
| 3 de diciembre          | Slayer               | Slayer Farewell Tour                    | Lamb of God, Anthrax, Obituary      |
| 2019                    |                      |                                         |                                     |
| 11 de febrero           | Twenty One Pilots    | The Bandito Tour                        | The Regrettes                       |
| 1 de marzo              | Nicki Minaj          | The Nicki Wrld Tour                     | Vild Smith                          |
| 2 de marzo              | Post Malone          | Beerbongs & Bentleys Tour               | N/A                                 |
| 16 de marzo             | Shawn Mendes         | Shawn Mendes: The Tour                  | Alessia Cara                        |
| 17 de mayo              | Mumford & Sons       | Delta Tour                              | Gang of Youths                      |
| 18 de mayo              | Elton John           | Farewell Yellow Brick Road              | N/A                                 |
| 4 de junio              | Tenacious D          | Post-Apocalypto Tour                    | Wynchester                          |
| 6 de junio              | Elton John           | Farewell Yellow Brick Road              | N/A                                 |
| 8 de junio              | Backstreet Boys      | DNA World Tour                          | N/A                                 |
| 8 de septiembre         | Muse                 | Simulation Theory World Tour            | Des Rocs                            |
| 14 de septiembre        | Khalid               | Free Spirit World Tour                  | Mabel, RAYE                         |
| 1 de octubre            | Ariana Grande        | Sweetener World Tour                    | Ella Mai, Social House              |
| 15 de octubre           | Cher                 | Here We Go Again Tour                   | Bright Light Bright Light, KidCutUp |
| 26 de octubre           | Michael Bublé        | An Evening with Michael Bublé           | N/A                                 |
| 27 de octubre           | Michael Bublé        | An Evening with Michael Bublé           | N/A                                 |
| 5 de diciembre          | Björk                | Björk's Cornucopia                      | The Hamrahlid Choir                 |
| 2020                    |                      |                                         |                                     |
| 22 de febrero           | Halsey               | Manic World Tour                        | Pale Waves                          |
| 4 de mayo               | Harry Styles         | Love on Tour                            | King Princess                       |
| 10 de mayo              | Dua Lipa             | Future Nostalgia Tour                   | TBA                                 |
| 28 de mayo              | Camila Cabello       | The Romance Tour                        | TBA                                 |
| 11 de junio             | 5 Seconds of Summer  | No Shame Tour                           | TBA                                 |
| 21 de junio             | Eric Clapton         | Summer European Tour 2020               | TBA                                 |
| 22 de junio             | Eric Clapton         | Summer European Tour 2020               | TBA                                 |
| 29 de junio             | Pearl Jam            | Gigaton Tour                            | TBA                                 |
| 1 de julio              | Queen + Adam Lambert | The Rhapsody Tour                       | TBA                                 |
| 2 de julio              | Queen + Adam Lambert | The Rhapsody Tour                       | TBA                                 |
| 31 de agosto            | Céline Dion          | Courage World Tour                      | TBA                                 |
| 1 de septiembre         | Céline Dion          | Courage World Tour                      | TBA                                 |
| 2022                    |                      |                                         |                                     |
| 15 de diciembre de 2022 | BLACKPINK            | Born Pink World Tour                    | How You Like That                   |

- Datos: Q5168452
- Multimedia: Royal Arena / Q5168452